# Szilágyi Mari
Szilágyi Mari, születési neve Szilágyi Mária Viktória, magyar manöken, modell, fotómodell.

## Élete
Az 1960–70-es évek sztármanökenje. Már akkor modellként dolgozott, amikor Magyarországon még csak alig 20 manöken volt a szakmában.
A Felsőfokú Könnyűipari Technikum ruhamodellező szakán végzett, majd 19 évesen az OKISZ Labornál helyezkedett el. Folyamatosan kapott felkéréseket divatbemutatókra és fotózásokra. A 70-es évek elején már az Ez a Divat címlapján tűnt fel, de a Tükör és más újságok címlapján is láthattuk.
Első fotóját Novotta Ferenc fotóművész készítette. Az OKISZ Labornál dolgozó Várnai Zsóka divattervező tanácsára indult a kifutóra mint manökenjelölt. A zsűri magas pontszámmal jutalmazta. Szinte azonnal működési engedélyt kapott. Rendszeresen nagybemutatókon mutatta be az OKISZ Labor kollekcióit. Divatbemutatóikon Ausztriában és Csehszlovákiában is részt vett, a Hungarotex megbízásából pedig Moszkvában és Leningrádban is képviselte Magyarországot.
Több éves magyarországi szereplés után Kanadába költözött, ahol munkájával kapcsolatban már 1971-ben is járt. Három gyermek édesanyja, kettő leánya, és egy fia született, Christina, Patrick, és Nathalie.

## Fotósai voltak
Többek közt: Komlós Lili, Urbán Tamás, Novotta Ferenc, Bohanek Miklós, Horling Róbert, Vitályos József fotóművészek.